# 897
| 897                |
| ------------------ |
| Dødsfald - Fødsler |
|                    |

| Gregoriansk kalender | 897 DCCCXCVII           |
| Ab urbe condita      | 1650                    |
| Armensk kalender     | 346 ԹՎ ՅԽԶ              |
| Kinesiske kalender   | 3593 – 3594 丙辰 – 丁巳 |
| Etiopisk kalender    | 889 – 890               |
| Jødisk kalender      | 4657 – 4658             |
| Hindukalendere       |                         |
| - Vikram Samvat      | 952 – 953               |
| - Shaka Samvat       | 819 – 820               |
| - Kali Yuga          | 3998 – 3999             |
| Iransk kalender      | 275 – 276               |
| Islamisk kalender    | 284 – 285               |

Se også 897 (tal)

## Begivenheder
- Januar - Den afdøde Pave Formosus dømmes i den såkaldte Ligsynode (Synodus Horrenda) for påstået misbrug under sit pontifikat af efterfølgeren, Pave Stefan 6.
- Kejser Uda af Japan abdicere og efterfølges af Kejser Daigo.

## Dødsfald
- August - Pave Stefan 6. dør og afløses af Pave Romanus.
- November - Pave Romanus dør og afløses af Pave Teodor 2.